# Младен Додич
Младен Додич (на сръбски: Младен Додић) е бивш сръбски футболист и настоящ треньор.